# Malte Johnson

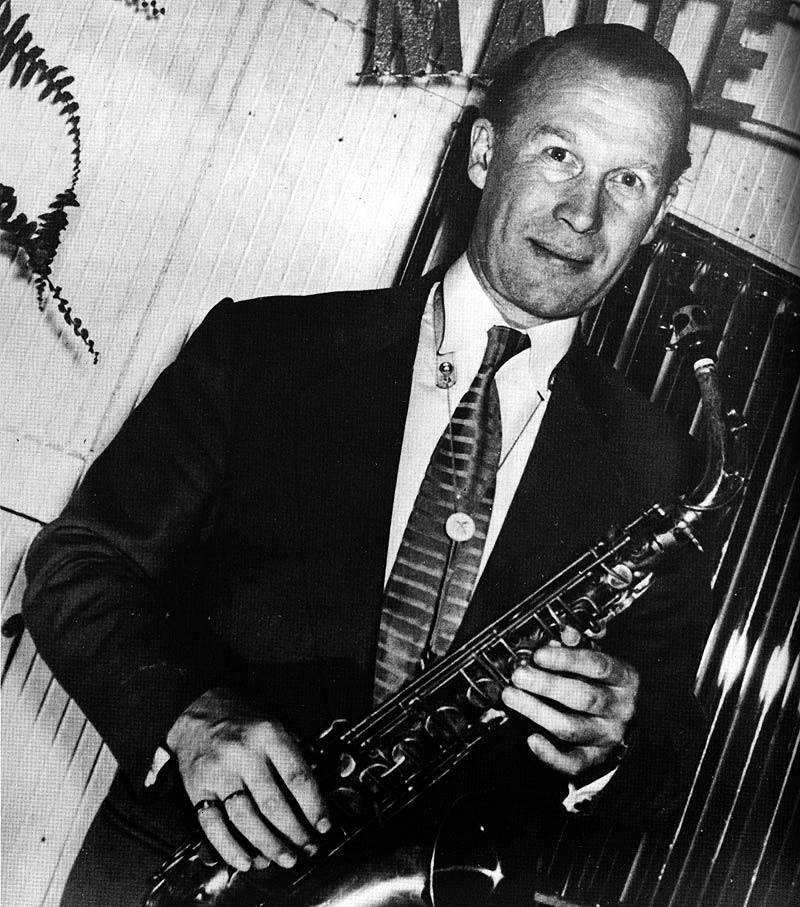
Malte Johnson um 1960

John Erik Malte Johnson  (* 24. Oktober 1910 in Helsingborg; † 24. Oktober 2003 in Göteborg) war ein schwedischer Jazz- und Unterhaltungsmusiker (Altsaxophon, auch Geige) und Orchesterleiter.

## Wirken
Johnson studierte in seiner Heimatstadt und in Kopenhagen Violine. Er lernte auch Saxophon spielen und wirkte in verschiedenen Orchestern in Tanzdielen und in Restaurants mit und war bereits auf ersten Tourneen. Im Herbst 1935 begann er im Orchester von Sam Samson im Tanzlokal Wauxhall in Göteborg; ein Jahr später übernahm er dort die Leitung des Ensembles, nachdem Samson eine Anstellung in Stockholm bekommen hatte. Johnsons Orchester in Wauxhall, das Sommerengagements unter anderem in Varberg und Helsingborg hatte, erfreute sich bald großer Beliebtheit und war ab 1939 in den Tanzmusiksendungen des Radios zu hören.
1943 wechselte Johnson mit seinem Orchester in das Restaurant Kungsgillet, wo das Ensemble auf zehn Mitglieder erweitert wurde. Im Herbst 1944 löste es Åke Fagerlunds Band in Liseberg ab; dort stieg die Zahl der Musiker nach und nach auf Bigband-Stärke an. In Liseberg spielte Johnson die gesamten fünfziger Jahre hindurch, im Sommer auf der Tanzfläche im Freien und im Winter in der Rotundan. Sängerin war häufig Sonya Hedenbratt. Außerdem gastierte die Band in Stockholm sowie in Oslo und gab Jazzkonzerte.
Bereits in den 1940er Jahren galt Johnsons Orchester nach Ansicht von Orkesterjournalen als eines der besten Jazzorchester Schwedens mit mehreren guten Solisten und einem interessanten, modernen Repertoire, in das auch der Bebop einzog. In der Band wirkten Musiker wie die Trompeter Bengt-Arne Wallin, Gösta Nilsson und Lasse Samuelson, der Posaunist Andreas Skjold, die Saxophonisten Rolf Bäckman, Kristian Bergheim und Börje Fredriksson, die sich damals alle in Stockholm niederließen, sowie der Trompeter Rune und Hasse Lindgren, der Tenorsaxophonist Sören Ahrnot und der Schlagzeuger Arne Milefors, deren musikalische Karrieren vor allem mit Johnsons Orchester und der Tanzmusik in Liseberg verbunden sind. Von den zahlreichen Radiosendungen der Band sind einige Einzelaufnahmen erhalten. Erst ab 1955 entstanden Schallplatten in einem gemischten, weniger jazzbetonten Repertoire.
Von 1961 bis 1969 spielte Johnson in Kungsgillet; später war er unter anderem an der Gründung der Arena Scandinavium in Göteborg beteiligt.